# Китаївська вулиця
Кита́ївська ву́лиця — вулиця в Голосіївському районі міста Києва, місцевість Китаїв. Пролягає від проспекту Науки до кінця забудови (поблизу Троїцької церкви).
Прилучаються вулиці Учбова, Ягідна та Степана Дуки.

## Історія
Вулиця виникла у 2-й половині XIX століття. Назва — від історичної місцевості Китаїв, через яку проходить вулиця.
На території НДІ садівництва ростуть 5 дерев софори японської, приблизний вік — 150 років, висота — 20 м, обхват — 3 метри.

## Установи та заклади
- Загальноосвітня школа № 122 (буд. № 22)
- Китаївська пустинь (буд. № 15)
- Китаївський археологічний комплекс (буд. № 15)

## Пам'ятники та меморіальні дошки
- буд. № 22 — меморіальна дошка Герою Радянського Союзу Марії Боровиченко («Машеньки із Мишоловки») , яка навчалася у школі № 122 з 1933 по 1941 роки. Відкрито у 1967 році.
- буд. № 22 — пам'ятник-погруддя Марії Боровиченко (скульптор Макар Вронський, відкрито у 1967 році).
- буд. № 32 — меморіальна дошка на честь співробітників НДІ садівництва, що загинули на фронті Великої Вітчизняної Війни 1941–1945 років.
- буд. № 32 — меморіальна дошка на честь 868-го київського винищувального протитанкового артилерійського полку, який тут проходив переформування з 8 по 15 листопада 1943 року.

На подвір'ї Китаївської пустині, коло Троїцької церкви росте каштан Петра Могили. За легендою, був посаджений київським митрополитом Петром Могилою, але вік дерева не відповідає рокам життя митрополита. Найстаріший та найбільший каштан Києва. Його вік — близько 350 років, діаметр стовбура — 1,1 м, висота — 25 м. 26 березня 1994 року він був освячений настоятелем Троїцької церкви, о. Мирославом. 
На подвір'ї Китаївської пустині біля церкви Дванадцяти апостолів росте Ясен Феофіла. Його вік більш, ніж 150 років, обсяг 4,1 м, висота 20 м.

## Зображення

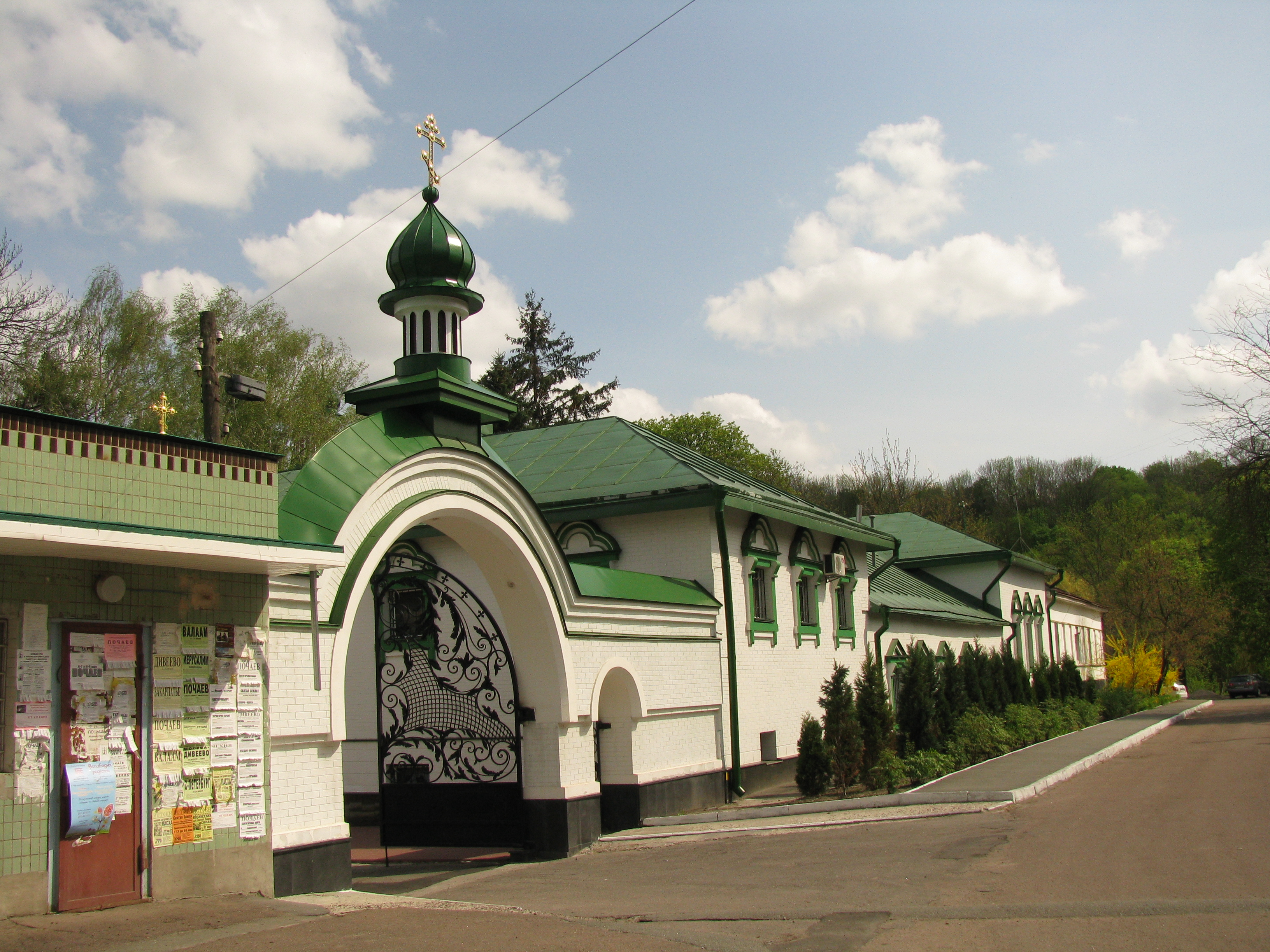
Монастир «Китаївська пустинь»
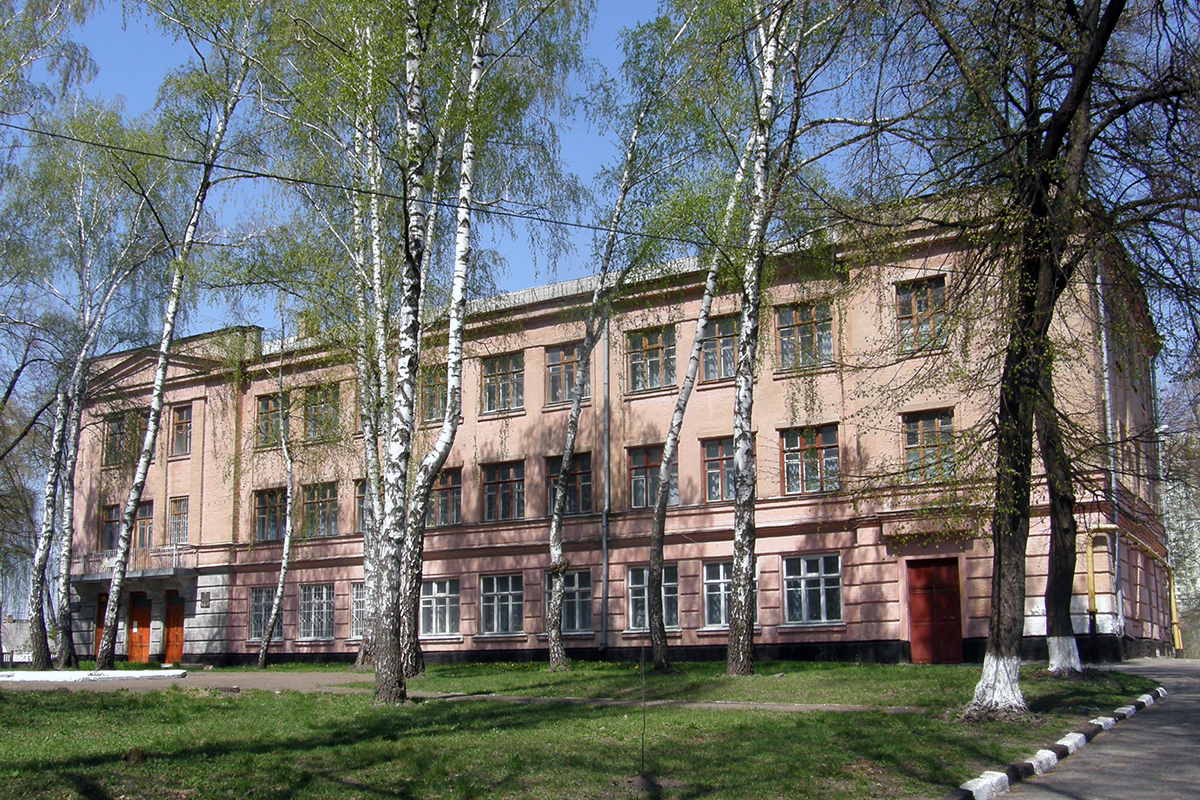
№ 22 —— школа № 122, типовий проєкт
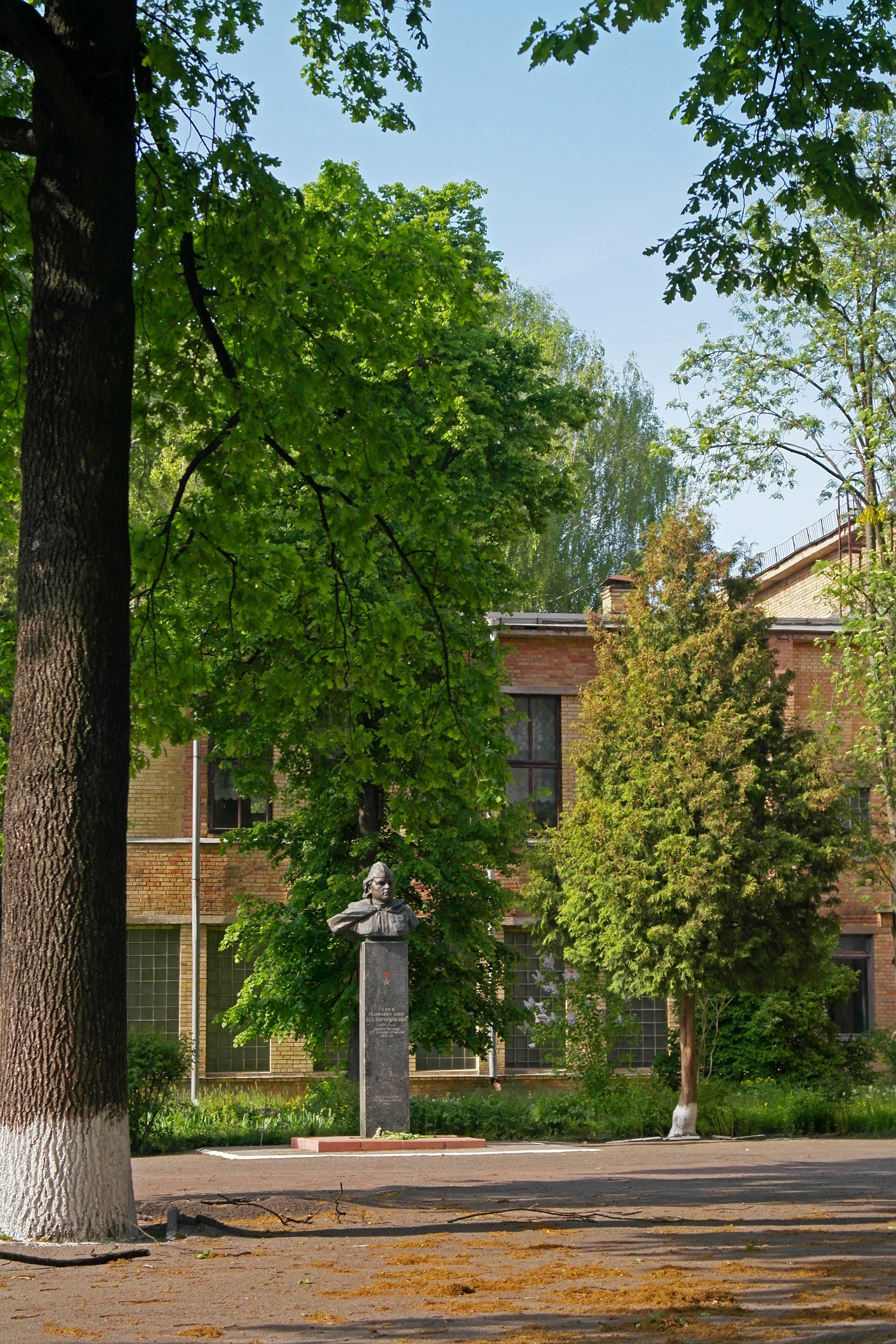
Пам'ятник-погруддя Марії Сергіївні Боровиченко біля школи № 122
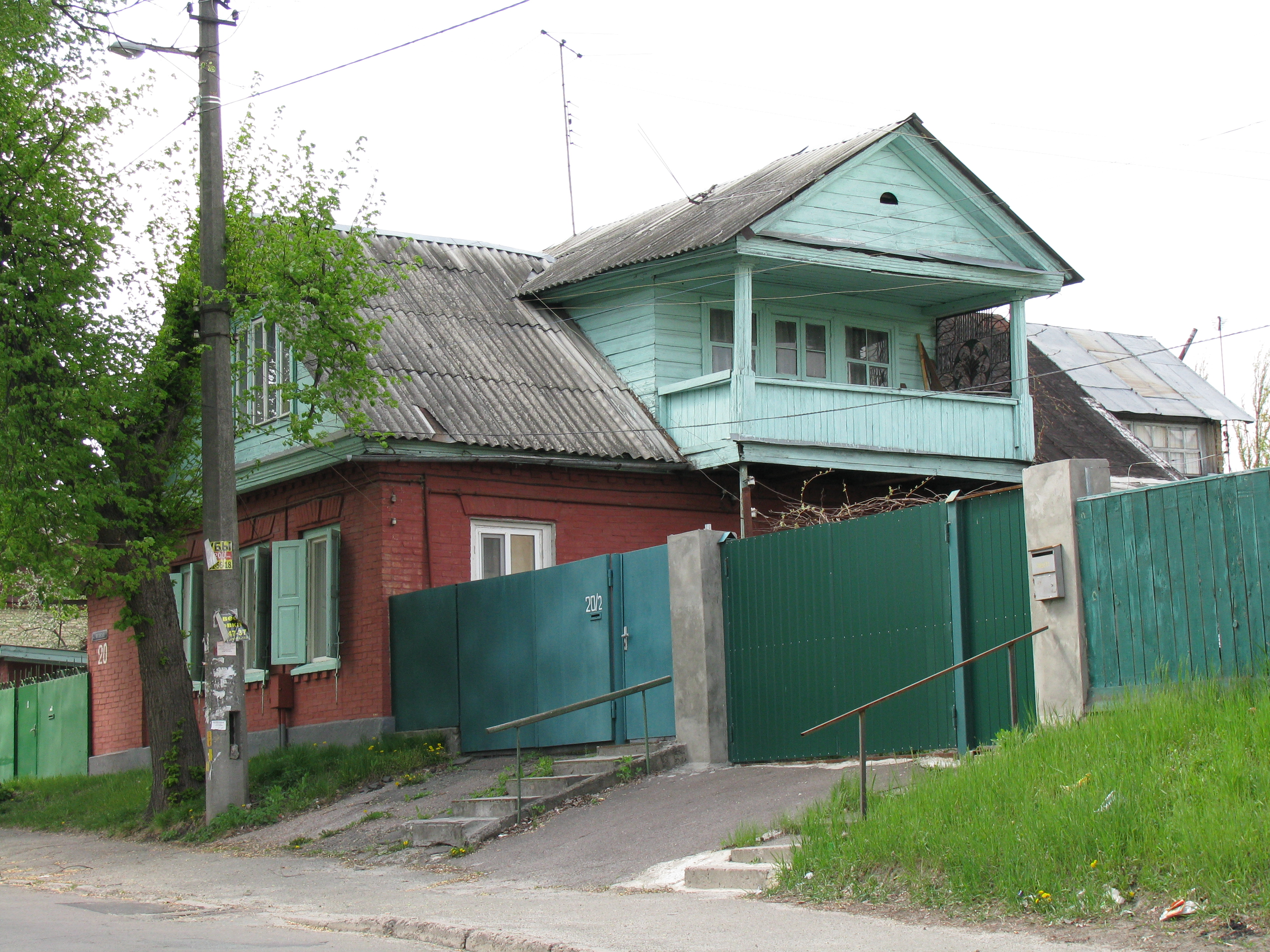
Будинок № 20/2, Китаївська вулиця
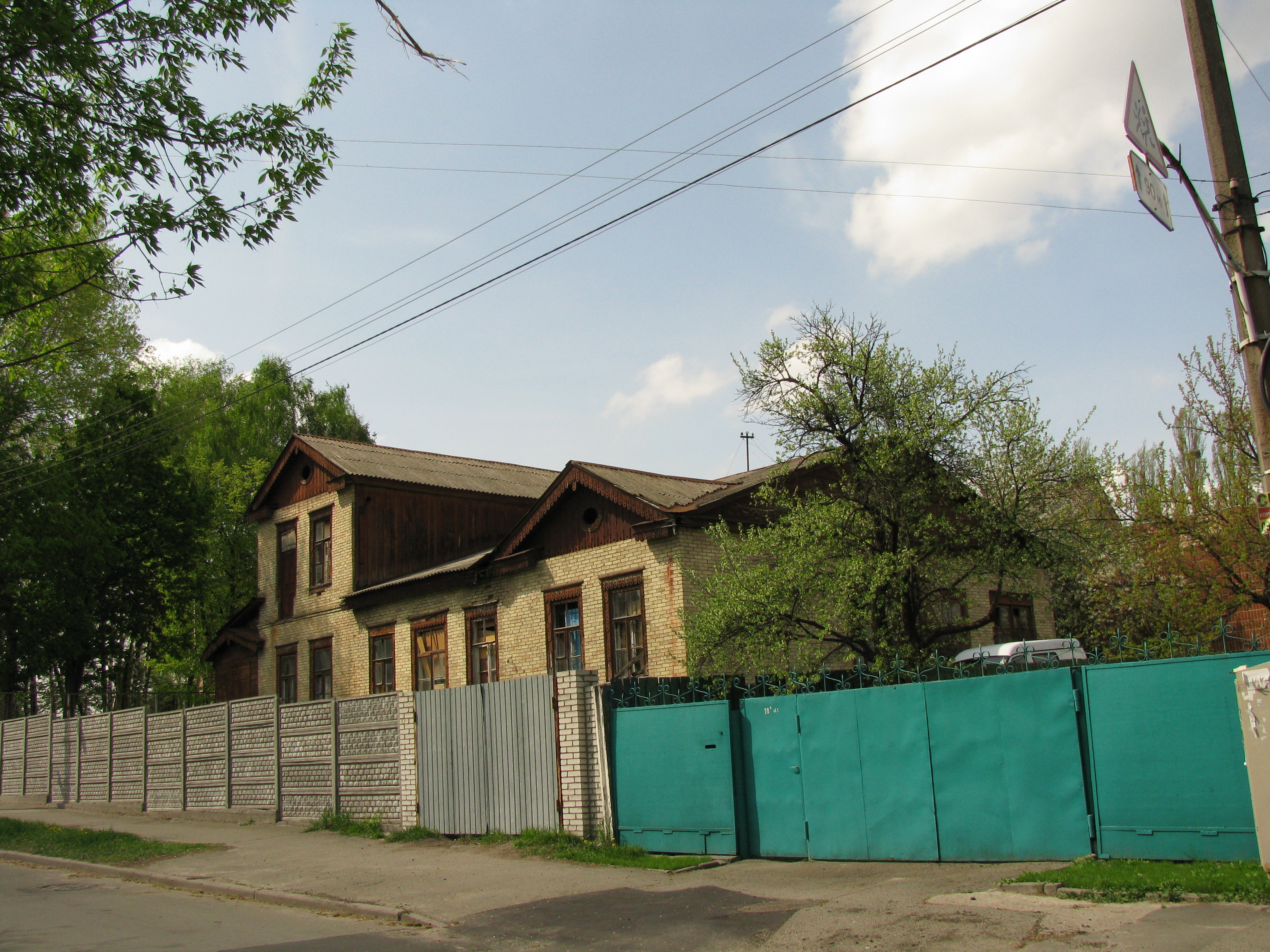
Старий будинок, Китаївська вулиця
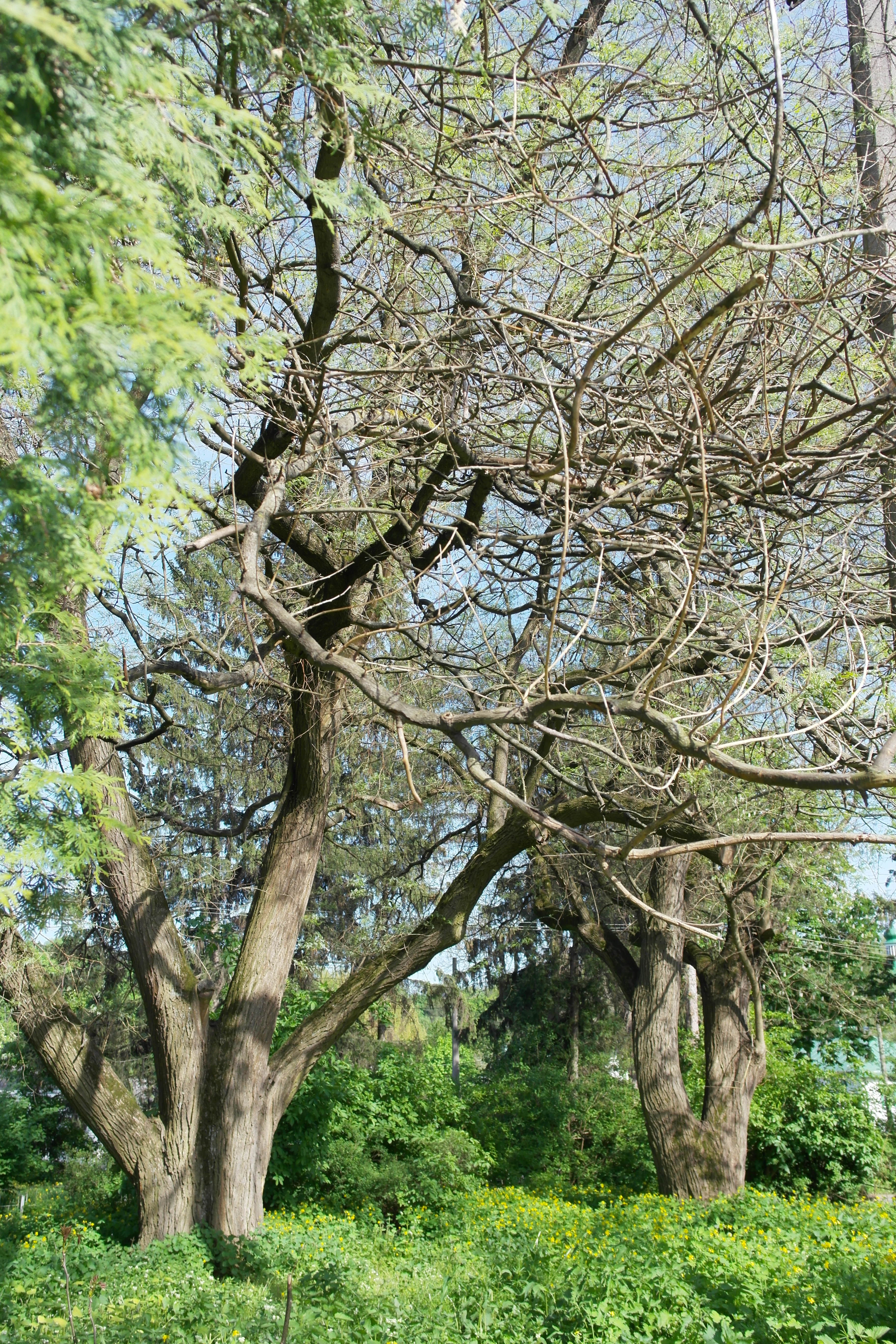
Вікові дерева софори японської
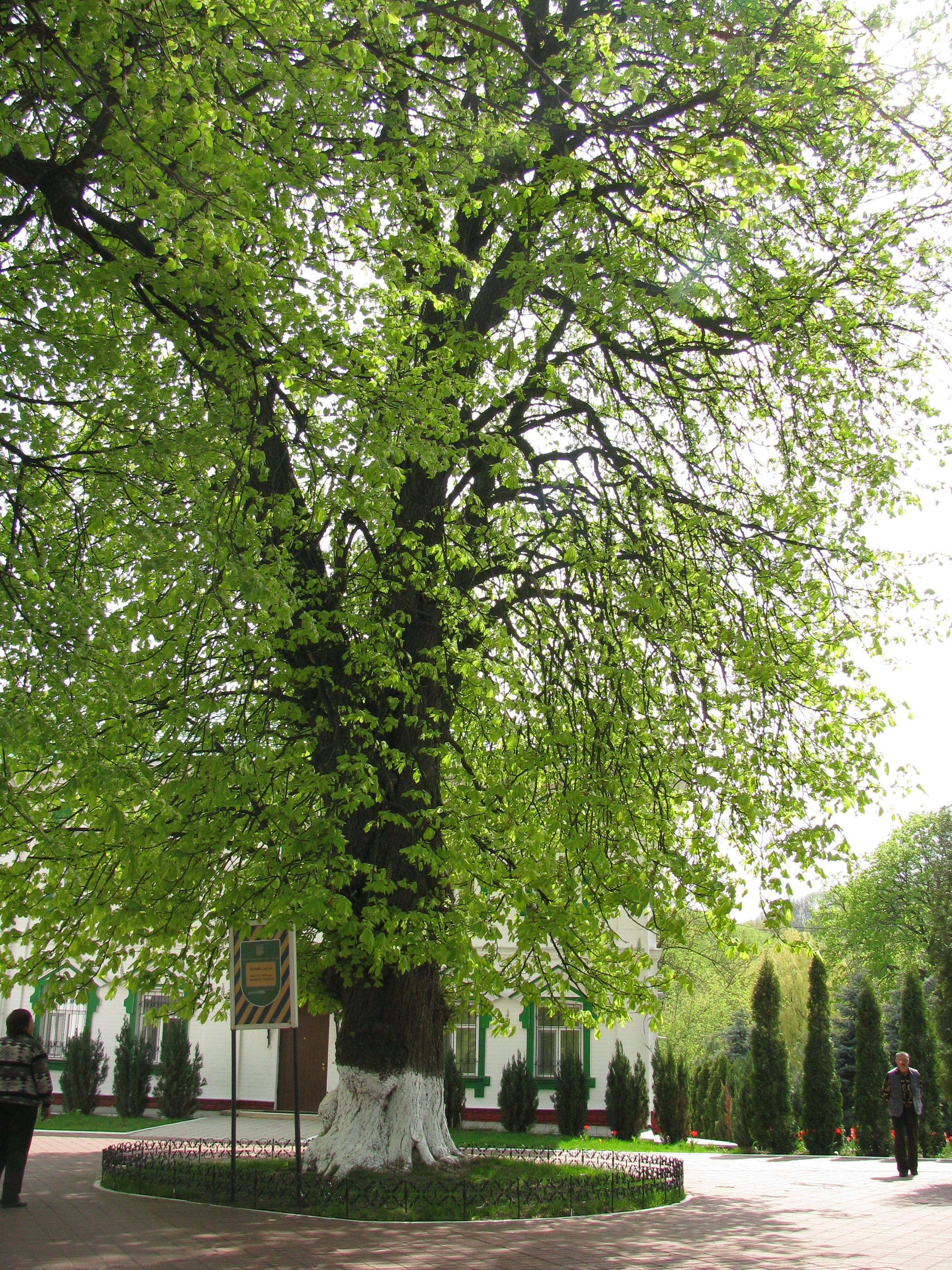
Віковий каштан
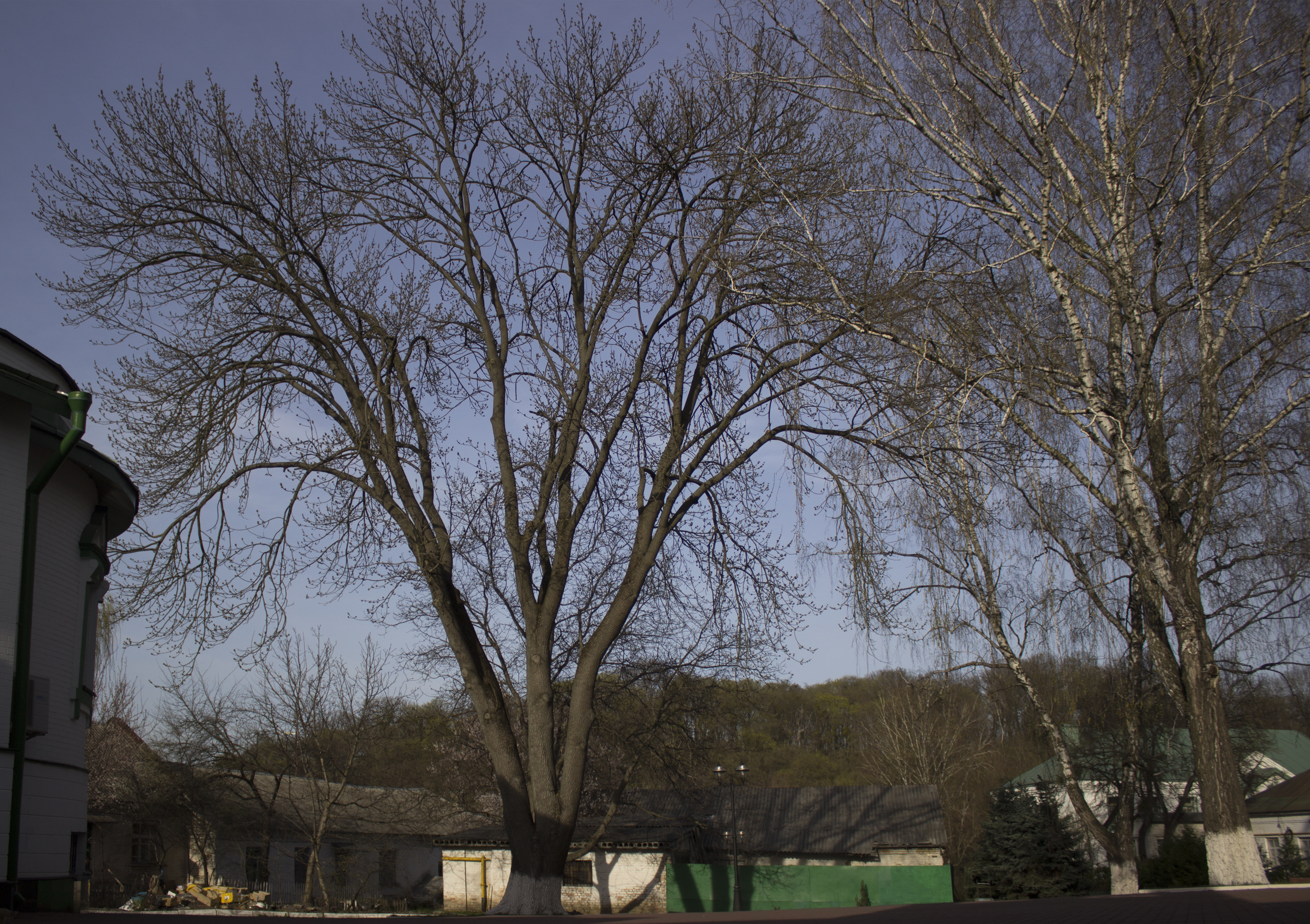
Ясен Феофіла
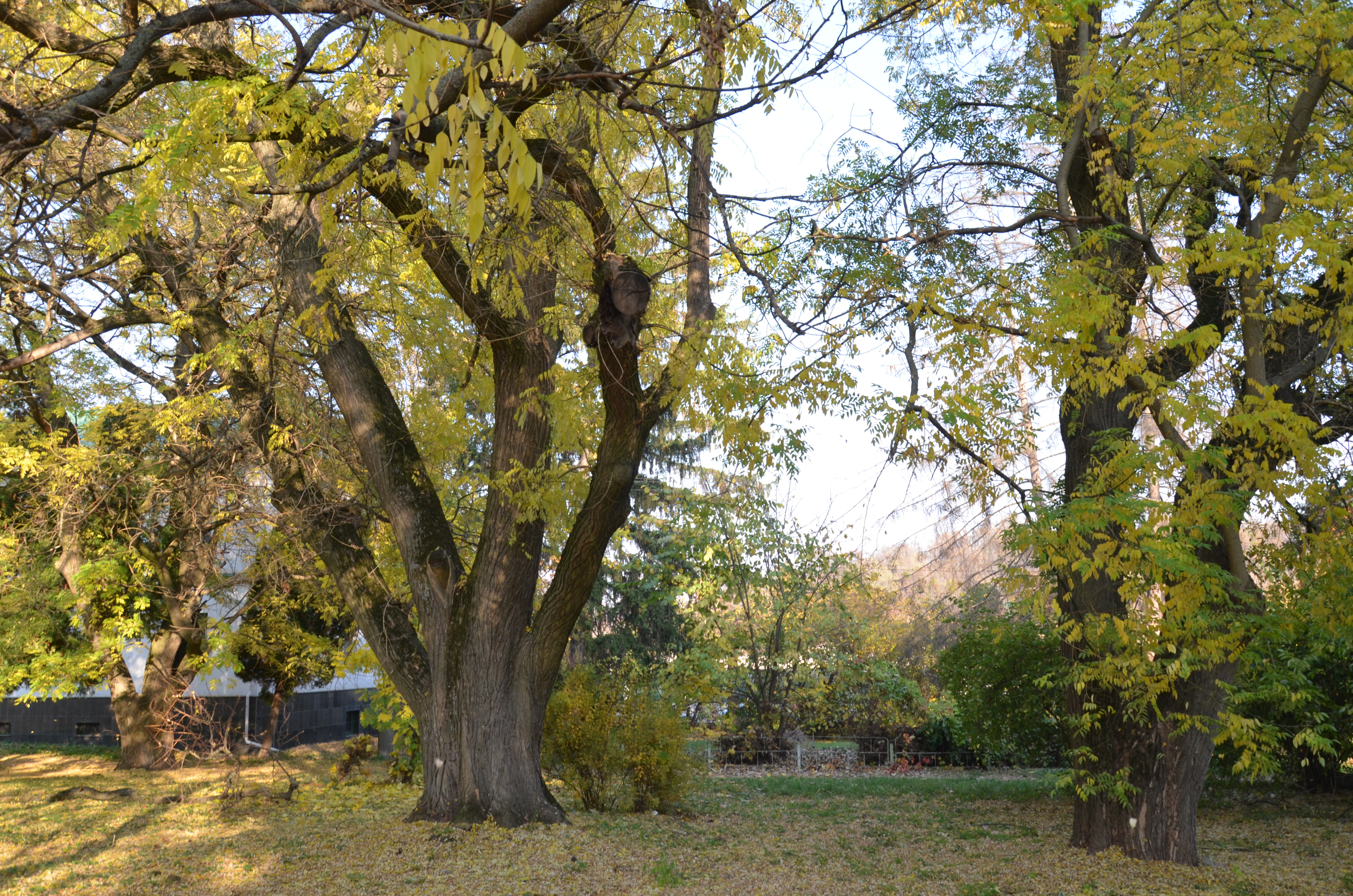
Вікові дерева софори японської, Голосіївський район вул. Китаївська,32, осінь